# فيكتور فرانك
فيكتور فرانك (بالألمانية: Victor Franke)‏ هو ضابط ألماني، ولد في 21 يوليو 1865 في Zlaté Hory ‏ في التشيك، وتوفي في 7 أغسطس 1936 في هامبورغ في ألمانيا.